# Francisco Sánchez de la Fuente
Francisco Sánchez de la Fuente (Archidiócesis de Sevilla, ?-Córdoba, septiembre de 1498) o simplemente Francisco de la Fuente, fue un religioso español, obispo de Ávila (1493-1496) y de Córdoba (1496-1498), y uno de los primeros miembros de la Santa Inquisición.

## Biografía
Estudió cánones en la Universidad de Salamanca, donde fue miembro del Colegio de San Bartolomé. Según González Dávila tomó los hábitos sacerdotales el 4 de junio de 1458. Fue provisor y canónigo de la catedral de Zamora. En 1483 fue elegido como uno de los primeros inquisidores en Toledo, nombrado por el inquisidor general Tomás de Torquemada. También fue juez inquisidor de Ciudad Real entre 1483 y 1485. Como miembro de la Inquisición, estuvo presente en Sevilla en 1484, donde se formularon las constituciones de gobierno del tribunal. En aquel momento era racionero en Sevilla, cargo que permutó por una canonjía en Salamanca. Después fue decano de la catedral de Toledo y en 1492 fue el primer decano de Granada. A partir de 1488, debido a la avanzada edad de Torquemada que había llevado a cabo un gobierno del tribunal inquisitorial muy personalista, se dio más protagonismo al Consejo, del que Sánchez de la Fuente formaba parte. De hecho, el papa Inocencio VIII, dio poder a los monarcas para escoger colaboradores o un sucesor al inquisidor general, pero el cambio tardó en producirse. En 1494, el nuevo papa, Alejandro VI, justificó el nombramiento de cuatro inquisidores como colaboradores de Torquemada debido a su avanzada edad.
Bien considerado por los Reyes Católicos, en 1493 Sánchez de la Fuente fue nombrado obispo de Ávila. Al año siguiente fue enviado como embajador a Francia con el fin de llegar a una concordia con Carlos VIII sobre la restitución de los territorios del Rosellón y de la Cerdaña, y según Zurita, las capitulaciones fueron juradas por el monarca en Tours el 9 de enero de 1493 de manos de Sánchez de la Fuente. La embajada duró unos años y los monarcas, en agradecimiento a su trabajo en Francia, promovieron a Sánchez a la sede episcopal de Córdoba, donde falleció en septiembre de 1498. El cargo lo compagino con los inquisitoriales, junto a los colaboradores del inquisidor general. Parece que su muerte causó tristeza en Isabel la Católica que, según González Dávila y Gómez Bravo, derramó lágrimas al saber la noticia.